# Nerine
Nerine is een geslacht uit de narcisfamilie (Amaryllidaceae). De soorten komen voor van Zimbabwe tot in Zuid-Afrika.

## Soorten
- Nerine angustifolia (Baker) W.Watson
- Nerine appendiculata Baker
- Nerine bowdenii W.Watson
- Nerine filamentosa W.F.Barker
- Nerine filifolia Baker
- Nerine frithii L.Bolus
- Nerine gaberonensis Bremek. & Oberm.
- Nerine gibsonii K.H.Douglas
- Nerine gracilis R.A.Dyer
- Nerine hesseoides L.Bolus
- Nerine humilis (Jacq.) Herb.
- Nerine krigei W.F.Barker
- Nerine laticoma (Ker Gawl.) T.Durand & Schinz
- Nerine macmasteri G.D.Duncan
- Nerine marincowitzii Snijman
- Nerine masoniorum L.Bolus
- Nerine pancratioides Baker
- Nerine platypetala McNeil
- Nerine pudica Hook.f.
- Nerine pusilla Dinter
- Nerine rehmannii (Baker) L.Bolus
- Nerine ridleyi E.Phillips
- Nerine sarniensis (L.) Herb.
- Nerine transvaalensis L.Bolus
- Nerine undulata (L.) Herb.

## Hybriden
- Nerine ×versicolor Herb.

... · 
Acis · 
Amaryllis · 
Boophone · 
Clivia · 
Crinum (Haaklelie) · 
Galanthus (Sneeuwklokje) · 
Hippeastrum · 
Hymenocallis · 
Leucojum (Narcisklokje) · 
Narcissus (Narcis) · 
Pancratium · 
Scadoxus · 
Sprekelia · 
Sternbergia · 
...